# Marugán
Marugán è un comune spagnolo di 634 abitanti situato nella comunità autonoma di Castiglia e León.